# Aprostocetus chakassicus
Aprostocetus chakassicus is een vliesvleugelig insect uit de familie Eulophidae. De wetenschappelijke naam is voor het eerst geldig gepubliceerd in 1987 door Dolgin & Kostjukov.